# Peelrandbreuk

Kaart van de belangrijkste tektonische structuren in de ondergrond van zuidwestelijk Nederland, noordoostelijk België en het westen van Noordrijn-Westfalen.

De Peelrandbreuk is een geologische breuklijn die zijn naam dankt aan de Peel. Grofweg volgt de breuklijn de lijn Meinweg - Roermond - Meijel  - Neerkant -  Liessel - Deurne - Bakel - Gemert - Uden - Heesch - Oss. Deze noordwest-zuidoost lopende afschuivingsbreuk reikt tot aan het aardoppervlak en scheidt de relatief omhoog bewegende Peelhorst van de relatief omlaag bewegende Roerdalslenk. 
Slechts op enkele locaties is de Peelrandbreuk aan de oppervlakte zichtbaar. Daarvan zijn de belangrijkste de omgeving van het Annabos bij Uden, de omgeving van Liessel en Neerkant en de Wilbertsput en omgeving bij Meijel. 
Op verschillende locaties kent de breuk zijbreuken, die het landschappelijk patroon sterk hebben beïnvloed, zoals de Storing van Handel en de Storing van Milheeze. Onder meer waterlopen en ook wegen hebben zich naar deze zijbreuken gevoegd. Een voorbeeld is de weg tussen de kom van het dorp Deurne en de buurtschap Vreekwijk.
Het breuksysteem vormt onderdeel van de grote Beneden-Rijnslenk in de ondergrond van Nederland, België en Duitsland. Langs de Peelrandbreuk vindt nog steeds beweging plaats, wat op sommige plaatsen in het landschap te zien is en voor aardbevingen met hun epicentrum boven de breuk zorgt.
Recente studies geven aan dat in Nederland de recente bewegingen langs breuken aan het maaiveld niet zozeer schoksgewijs verlopen, maar veel meer optreden als langzame, ononderbroken verplaatsingen. 
De laatste grotere aardbevingen op deze breuk waren de aardbeving bij Uden van 1932 en de voor Nederland uitzonderlijk sterke aardbeving bij Roermond op 13 april 1992.
Zie: Lijst van zwaarste aardbevingen in Nederland

## Omvang van de breuk
Het verticaal verzet langs de breuk is minstens 40 meter. Door onder andere de aardbeving van 1992 weten we dat de afschuiving nog steeds door gaat. Waterpassingen sinds 1935 tussen ondergrondse merken tonen duidelijk de verticale beweging langs de breuk. De relatieve beweging blijkt 2 à 4 mm per jaar te bedragen. 
Aan het aardoppervlak is het hoogteverschil langs de breuklijn minder groot dan het verzet in de ondergrond, omdat de laagte die door de trage verzakking van de slenk ontstaat continu wordt opgevuld met nieuwe sedimenten. De terrasrand van de Peelrandbreuk is daardoor niet zo steil en het hoogteverschil bedraagt ongeveer 2 meter.

## Geologische verschijnselen
Door langzame bewegingen in de aardkorst ontstaan breuken en schollen. Een omhoog geduwde schol noemt men een horst, een weggedrukte schol een slenk. Het ontstaan van de Roerdalslenk en de Peelhorst dwingt de Maas naar het oosten. Ter hoogte van Uden en Vorstenbosch is op de breuk grind aangetroffen, aangevoerd door een vroegere bedding van de Maas. Dit grind komt uit België uit de omgeving van Namen en Dinant. De Peelrandbreuk is hier duidelijk zichtbaar als een steilrand in het landschap. Het hoogteverschil is ongeveer vijf meter.

### Wijst

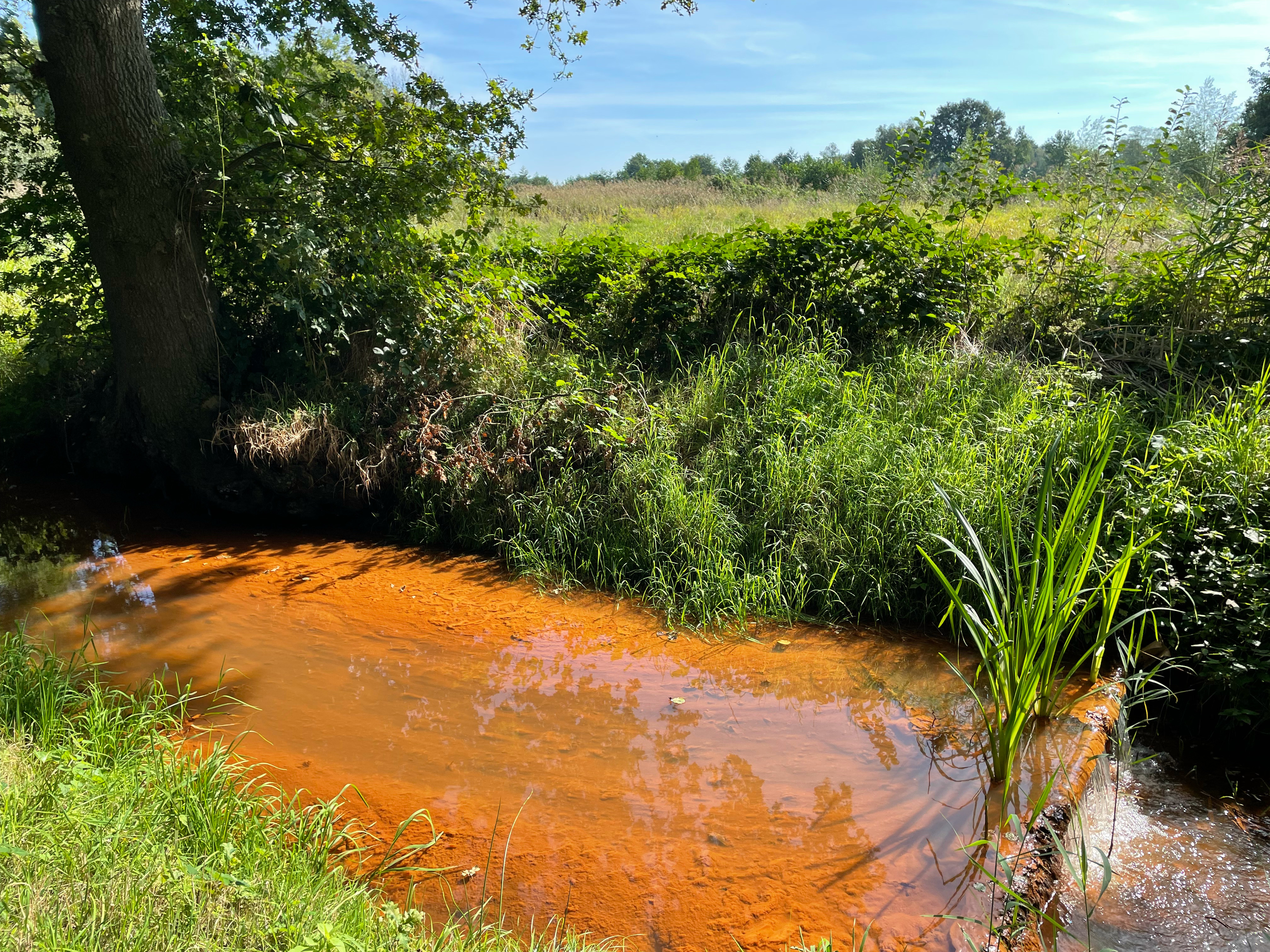
Kleine stuw in beek met ijzerhoudend water nabij peelrandbreuk bij Bedaf, Noord-Brabant, Nederland.

Regen en grondwater kunnen door het grove grindrijke zand van de Maashorst snel wegstromen. Bij de breukzone wordt het water tegengehouden en naar de oppervlakte gedrongen door de door plaatselijke druk en zware ijzerafzettingen sterk verdichte bodem. Daar komt het ijzerhoudende water in contact met zuurstof. De kleine ijzerhoudende deeltjes roesten en verbinden zich met het dekzand tot harde en soms omvangrijke ijzeroerlagen. De typische, zwaar ijzerhoudende kwelverschijnselen langs de Peelrandbreuk worden wijst genoemd. De ijzerrijke kwel kan fosfaatfixatie veroorzaken, wat plaatselijk merkwaardige en gunstige gevolgen kan hebben voor de waterkwaliteit, in die zin dat die gevolgen van overbemesting plaatselijk lijken weg te vallen, met gunstige gevolgen voor bepaalde planten en dieren. 
Wanneer de grondwaterstand ter plaatse wordt gemeten, is het zo dat hoe hoger men op de breuk komt hoe natter het wordt. Op het hoge deel groeit zegge en riet, wat normaal op het laagste deel verwacht wordt. In deze streek moeten de boeren op het laagst gelegen land ook eerder beregenen dan de boeren op het hoge land. In deze streek komt de achternaam van der Wijst veel voor. Het gebied De Wijstgronden tussen Uden en Vorstenbosch is in 2004 door de provincie Noord-Brabant uitgeroepen tot het eerste aardkundig monument in de provincie.
Er is in Uden een wandeling speciaal over deze breuken: De berg- en breukroute.